# Anastasija Voznjak
Anastasija Romanivna Voznjak (in ucraino Анастасія Романівна Возняк?; Leopoli, 9 dicembre 1998) è una ginnasta ucraina.

## Biografia
Voznjak è stata introdotta alla ginnastica dalla madre, lei stessa un'ex ginnasta. Dal gennaio 2012 comincia ad allenarsi presso la Deriugina School e l'anno successivo disputa gli Europei juniores classificandosi al settimo posto con l'Ucraina nei 5 cerchi e all'ottavo posto nell'all-around. Nel 2014 passa a gareggiare con la nazionale senior, e ai Giochi europei di Baku 2015 guadagna l'argento nei 5 nastri e il bronzo nelle 6 clavette / 2 cerchi. Prende parte alle Olimpiadi di Rio de Janeiro 2016 piazzandosi al settimo posto con la squadra ucraina.
Voznjak fa parte della squadra vincitrice di due medaglie d'argento agli Europei di Guadalajara 2018 e del bronzo nelle 3 palle / 2 funi ai Mondiali di Sofia 2018. Ai II Giochi europei ottiene un argento nei 3 cerchi / 4 clavette, e va quattro volte a medaglia agli Europei di Kiev 2020 salendo sul gradino più alto del podio nel concorso a squadre e nelle 5 palle, più un secondo posto ottenuto nei 3 cerchi / 4 clavette e un terzo posto nell'all-around.

## Palmarès
- Campionati mondiali di ginnastica ritmica

Sofia 2018: bronzo nelle 3 palle / 2 funi.
- Campionati europei di ginnastica ritmica

Guadalajara 2018: argento nel concorso a squadre e nei 5 cerchi.
Kiev 2020: oro nel concorso a squadre e nelle 5 palle, argento nei 3 cerchi / 4 clavette, bronzo nell'all-around.
- Giochi europei

Baku 2015: argento nei 5 nastri, bronzo nelle 6 clavette / 2 cerchi.
Minsk 2019: argento nei 3 cerchi / 4 clavette.
- Universiadi

Napoli 2019: argento nell'all-around, nelle 5 palle e nei 3 cerchi / 4 clavette.